# Kančalan
Il Kančalan (in russo Канчалан?) è un fiume dell'estremo oriente russo che scorre nei rajon Iul'tinskij e Anadyrskij del Circondario autonomo della Čukotka.

## Descrizione
Il fiume proviene da alcune sorgenti presso il monte Tumannaja sull'altopiano dei Ciukci. Nel corso medio e inferiore, attraversa la tundra meridionale del bassopiano dell'Anadyr'. Sfocia nel liman del Kančalan (Канчаланский лиман) il quale si immette nel liman dell'Anadyr' per poi raggiungere le acque del golfo dell'Anadyr' (Mare di Bering). La lunghezza del Kančalan è di 426 km, l'area del suo bacino è di 20 600 km².
Gli argini del fiume sono per lo più bassi, con pianure alluvionali, leggermente collinari, erbosi e ricoperti di arbusti; occasionalmente lungo di essi si estendono spiagge sabbiose, sabbiose-ghiaiose e rocciose. Nel tratto inferiore, la larghezza del canale fluviale è di circa 800 m, fino a un massimo di 1,5 km. Il fiume è gelato da metà ottobre, sino all'inizio di giugno. È navigabile nei 50 km inferiori. La navigazione sul fiume è normalmente aperta dal 1º luglio al 15 agosto.
I suoi principali affluenti sono: Tnėkveem (lungo 174 km), Impenejkujym (lungo 205 km).